# Utahsjön
Utahsjön (engelska: Utah Lake) är en sötvattensjö i Utah County i delstaten Utah i USA. Den upptäcktes för västvärlden i augusti 1776 av en grupp Franciskanermunkar. ledda av Silvestre Vélez de Escalante.

### Fotnoter
1. ↑  ”Utah”. Nordisk familjebok. 19 mars 1921. https://runeberg.org/nfck/0063.html. Läst 11 september 2015.